# Li Shangyin
Li Shangyin (ur. 813, zm. 858), znany też pod pseudonimem Yuxi sheng (玉谿生) – chiński poeta epoki Tang.
Pochodził z Huojia w dzisiejszej prowincji Henan. Był synem urzędnika. W 837 roku zdał egzaminy urzędnicze (osiągnął najwyższy stopień jinshi) i pracował później w administracji w różnych prowincjach kraju, nie osiągając jednak nigdy żadnego wysokiego stanowiska. Zachowało się około 600 poezji jego autorstwa, utrzymanych w rozmaitej stylistyce, od regularnych wierszy klasycznych po bardziej swobodne, w których nie stronił od sięgania po język potoczny. Li był poetą równocześnie biegłym w wielu gatunkach i oryginalnym, o łatwo rozpoznawalnym stylu. Utwory Li Shangyina cechują się znacznym stopniem skomplikowania, symbolizmem, niekiedy trudnymi do zrozumienia niejasnościami i aluzyjnością. Ta ostatnia jest szczególnie bogata w jego wierszach, znacząco utrudniając ich interpretację. Można podzielić je na trzy kategorie: osobiste wiersze adresowane do rodziny i przyjaciół, opisy zdarzeń historycznych i współczesnych oraz zmysłową poezję miłosną, adresowaną do mniszki taoistycznej. Ważnym zbiorem jego wierszy jest Xingzi xijiao zuo yi bai yun („Sto wierszy ułożonych w czasie podróży przez zachodnie przedmieścia”).
Li Shangyin był też uznanym mistrzem tzw. „prozy paralelnej”. Wzorem swego poprzednika, Lu Zhi (745-805) używał jej w bardzo szerokim zakresie, w pismach urzędowych i prywatnych. W późniejszym okresie krytykowano niektóre z jego utworów jako nadmiernie estetyzujące, ponieważ Li umieszczał w nich niezwykle długie i złożone konstrukcje syntaktyczne; posługiwał się też bogatym zestawem rejestrów.
Jego poezja wywarła duży wpływ na późniejszych autorów, takich jak Yang Weizhen (1296–1370) czy Mandżur Nara Singde (1655–1685); był też ulubionym poetą Zeng Guofana (1811–1872), uczonego i polityka, wsławionego stłumieniem powstania tajpingów.